# 다화 야오족 자치현

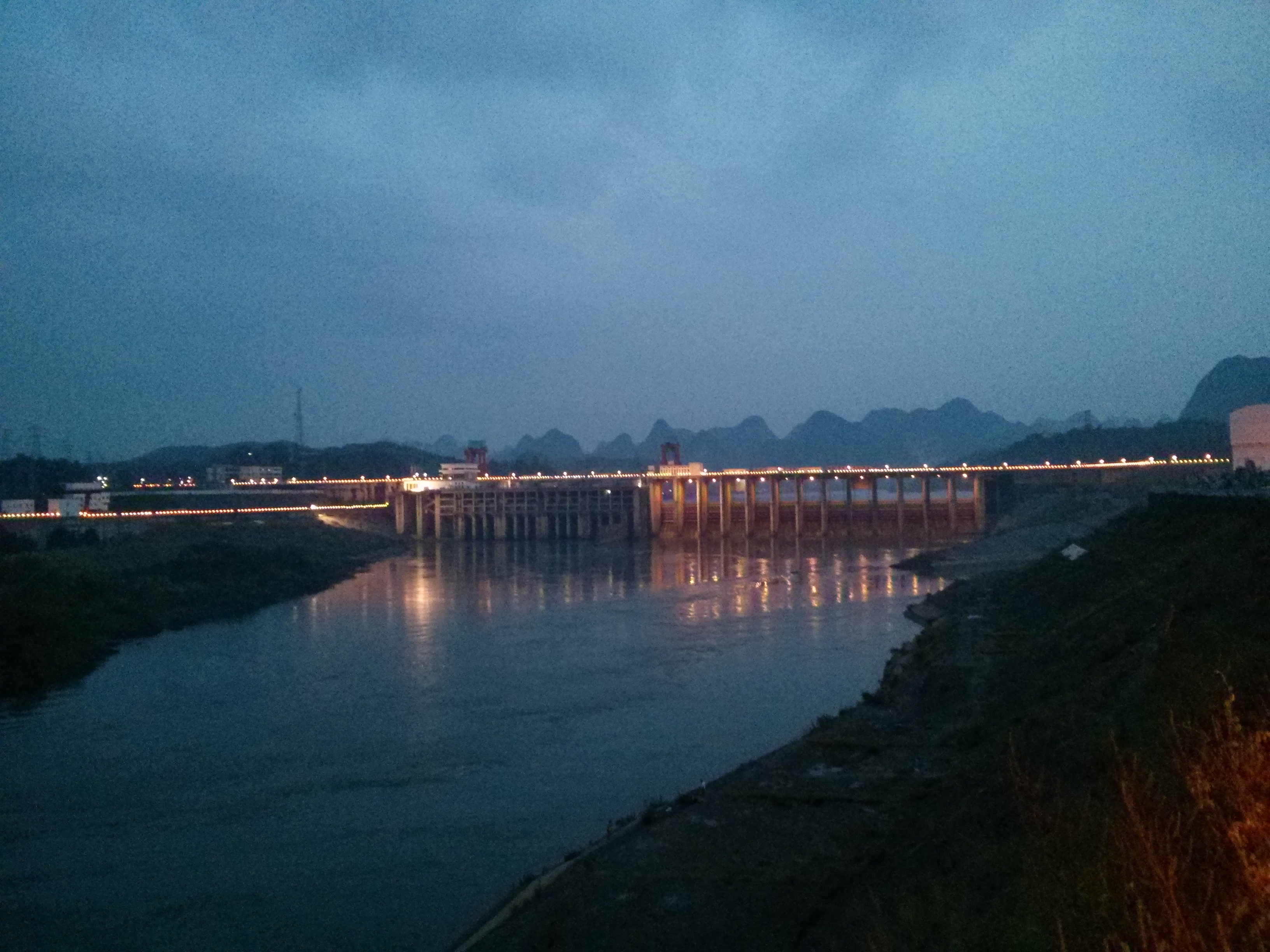

다화 야오족 자치현(한국어: 대화요족자치현, 중국어: 大化瑶族自治县, 병음: Dàhuà Yáozú Zìzhìxiàn)은 중국 광시 좡족 자치구 허츠시의 현급 행정구역이다. 넓이는 2754km2이고, 인구는 2007년 기준으로 430,000명이다.

## 행정 구역
3개 진, 13개 향을 관할한다.
- 진: 大化镇, 都阳镇, 岩滩镇.
- 향: 共和乡, 贡川乡, 百马乡, 古河乡, 古文乡, 江南乡, 羌圩乡, 乙圩乡, 北景乡, 板升乡, 七百弄乡, 雅龙乡, 六也乡.